# Main Street Bridge
Le Main Street Bridge, officiellement le John T. Alsop Jr. Bridge, est un pont routier franchissant le Saint Johns à Jacksonville, en Floride. Ce pont levant en acier, long de 512,1 mètres, a été ouvert en juillet 1941.